# Ed (série télévisée)
Pour les articles homonymes, voir ED.
Ed est une série télévisée américaine en 83 épisodes de 43 minutes, créée par Jon Beckerman et Rob Burnett et diffusée entre le 8 octobre 2000 et le 6 février 2004 sur le réseau NBC.
En France, la série a été diffusée à partir du 9 janvier 2003 sur Série Club et à partir du 16 septembre 2006 sur France 4 ; au Québec, elle a été diffusée à partir du 27 août 2004 à Séries+, et en Belgique sur La Deux.

## Synopsis
Dans la même journée, Ed Stevens, avocat à New York, perd son emploi et découvre que son épouse le trompe avec un facteur. Il décide donc de changer de vie et retourne dans sa ville natale, Stuckeyville. Après y avoir retrouvé son amour de jeunesse, il rachète le bowling municipal dans lequel il dispense également des conseils juridiques.

## Distribution

### Acteurs principaux
- Tom Cavanagh (VF : Thierry Kazazian) : Edward « Ed » Stevens
- Julie Bowen (VF : Hélène Bizot) : Carol Vessey
- Josh Randall (VF : Tony Joudrier) : Michael « Mike » Burton
- Jana Marie Hupp (en) (VF : Nathalie Bleynie) : Nancy Burton
- Lesley Boone (en) (VF : Laurence Bréheret) : Molly Hudson
- Michael Ian Black (en) (VF : Frédéric Popovic) : Philip « Phil » Stubbs
- Rachel Cronin (en) (VF : Isabelle Volpé) : Shirley Pifko
- Justin Long (VF : Taric Mehani) : Warren Parker Cheswick
- Mike Starr (VF : Hervé Caradec) : Kenny Sandusky (saisons 1 et 2)
- Daryl Mitchell : Eli Goggins (saisons 3 et 4)

### Acteurs récurrents et invités
- Michael Genadry (VF : Yann Pichon) : Mark Vanacore (58 épisodes)
- Marvin Chatinover (VF : Frédéric Cerdal) : Dr Walter R. Jerome (16 épisodes)
- Mickey Kelly : Duncan (5 épisodes)
- Robin Paul (VF : Nathalie Bienaimé) : Jessica Martell (saisons 1 et 2, 14 épisodes)
- Max Rosmarin (VF : Alexandre Aubry) : Gavin Shrader (saisons 1 à 3, 9 épisodes)
- Munson Hicks : Judge Henderson (saisons 1 et 2, 7 épisodes)
- Rena Sofer (VF : Ariane Deviègue) : Bonnie Hane (saison 1, 7 épisodes)
- Mike Hodge (en) : Judge (saison 1, 7 épisodes)
- Teresa Yenque : Carmela (saisons 1 à 3, 6 épisodes)
- Joe Ponazecki : Judge (saisons 1 et 2, 6 épisodes)
- Tessa Ghylin (VF : Marjolaine Poulain) : Donna Tozzi (saison 1, 6 épisodes)
- Gregory Harrison (VF : Pascal Germain) : Nick Stanton (saison 1, épisodes 1 à 5)
- Saundra McClain : Wendy (saisons 1 et 2, 4 épisodes)
- Noah Bean : Tim Cooper (saison 1, 4 épisodes)
- Ray Bokhour : Chuck Harris (saison 1, 4 épisodes)
- Ginnifer Goodwin (VF : Pascale Chemin) : Diane Snyder (saisons 2 et 3, 25 épisodes)
- Lauren et Morgan Thomas : Sarah Burton (saisons 2 à 4, 19 épisodes)
- John Slattery (VF : Jérôme Keen) : Dennis Martino (saisons 2 et 3, 17 épisodes)
- Pat Finn (en) (VF : Constantin Pappas) : Jim Frost (saison 2, 8 épisodes)
- Nicki Aycox : Stella Vessey (saisons 2 à 4, 6 épisodes)
- Charles Dumas : Judge LaRue (saisons 2 à 4, 6 épisodes)
- Kelly Ripa (VF : Nathalie Bienaimé) : Jennifer Bradley (saisons 2 et 3, 4 épisodes)
- Sabrina Lloyd : Frankie Hector (saison 3, 11 épisodes)
- Thomas F. Wilson : Sean Nowell (saisons 3 et 4, 5 épisodes)
- Wallace Little : Jimmy Ressler (saisons 3 et 4, 5 épisodes)
- Dan Lauria : Richard Vessey (saisons 3 et 4, 4 épisodes)
- Jim Gaffigan : Toby Gibbons (saisons 3 et 4, 4 épisodes)
- Dan Ziskie (en) : Judge Kuhn (saisons 3 et 4, 4 épisodes)
- Marcy Harriell : Jennifer Young (saison 4, 8 épisodes)

 Source et légende : version française (VF) sur RS Doublage

## Épisodes

### Première saison (2000-2001)
1. Retour au bercail (Pilot)
2. La vie est magique (The World of Possibility)
3. Amis, pas plus (Just Friends)
4. Des jolies filles et des gaufres (Pretty Girls and Waffles)
5. De l'orage dans l'air (Better Days)
6. Chez soi au pays des canards (Home Is Where the Ducks Are)
7. Bonnes vieilles traditions (Something Old, Something New)
8. Toute la vérité (The Whole Truth)
9. À la recherche du temps perdu (Your Life is Now)
10. Hasard et fatalité (Losing Streak)
11. Je t'aime, moi non plus (Opposites Distract)
12. Pris à l'hameçon (Hook, Line, and Sinker)
13. La Boîte à musique (The Music Box)
14. La Saint-Valentin (Valentine's Day)
15. Fidélités (Loyalties)
16. Vivre (Live Deliberately)
17. Exceptions (Exceptions)
18. Le Test (The Test)
19. Le Moment ou jamais (Window of Opportunity)
20. L'Esprit sur la matière (Mind over Matter)
21. La Soirée Las Vegas (Mixed Signals)
22. Bal de fin d’année (Prom Night)

### Deuxième saison (2001-2002)
1. La Ville des petits secrets (The Stars Align)
2. Les Grandes Résolutions (Changes)
3. Du travail bien fait (A Job Well Done)
4. Sueurs chaudes (Crazy Time)
5. Tirer un trait (Closure)
6. Remplace ! (Replacements)
7. Le Nouveau Monde (The New World)
8. Dénonciation calomnieuse (Goodbye Sadie)
9. Bonnes œuvres (Charity Cases)
10. Fausse sortie (Small Town Guys)
11. Deux jours de libre (Two Days of Freedom)
12. La Fin et les moyens (Ends and Means)
13. Chanson pour un défunt (Youth Bandits)
14. Choses à faire (Things to Do Today)
15. Non aux poids-lourds (Nice Guys Finish Last)
16. Pile ou face (Wheel of Justice)
17. Lloyd (Lloyd)
18. Confiance (Trust)
19. Le Lancer franc (The Shot)
20. Le Grand Jeu (Power of the Person)
21. Pour la postérité (Memory Lane)
22. La Dernière Chance (Last Chance)

### Troisième saison (2002-2003)
1. Human Nature
2. Miss Stuckeyville
3. The Road
4. Charlotte & Wilbur
5. The Divorce
6. May the Best Man Win
7. The Wedding
8. Trapped
9. Makeovers
10. Neighbors
11. Frankie
12. Partners
13. Hyenas & Wildebeests
14. The Case
15. Blips
16. Good Advice
17. Captain Lucidity
18. Business as Usual
19. Babysitting
20. Second Chances
21. The Movie
22. The Decision

### Quatrième saison (2003-2004)
Elle a été diffusée à partir du 24 septembre 2004.
1. New School
2. New Car Smell
3. The Dream
4. History Lessons
5. Death, Debt, & Dating
6. The Offer
7. Goodbye, Stuckeyville
8. Therapy
9. The Proposal
10. Just a Formality
11. Home For Christmas
12. The Process
13. Back in the Saddle
14. Hidden Agendas
15. Pressure Points
16. Best Wishes
17. Happily Ever After